# Liste der Monuments historiques in Chanteloup (Ille-et-Vilaine)
Die Liste der Monuments historiques in Chanteloup (Ille-et-Vilaine) führt die Monuments historiques in der französischen Gemeinde Chanteloup auf.

## Liste der Objekte
| Bezeichnung | Beschreibung          | Standort                       | Kennzeichnung | Schutzstatus | Datum | Bild |
| ----------- | --------------------- | ------------------------------ | ------------- | ------------ | ----- | ---- |
| Hauptaltar  | Holz und Marmor, 1752 | in der Kirche St-Martin (Lage) | PM35000104    | Classé       | 1969  |      |